# Référendum grec de 1974
Le référendum grec de 1974 se tient le 8 décembre 1974 pour le maintien de la république, mise en place à la fin de la dictature des colonels.

## Contexte historique
Après l'effondrement de la dictature des colonels qui a dirigé le pays de 1967 à 1974, la question du régime politique se pose. Le junte militaire avait déjà procédé à un référendum en 1973 pour faire une transition vers une république. Cependant, le gouvernement de Konstantínos Karamanlís, considérant les actes de la junte comme illégaux, décide de procéder à un nouveau référendum. L'ancien roi Constantin II ne peut revenir en Grèce pour la campagne, mais il est autorisé à faire un discours télévisé.
La proposition est approuvée par 69,2 % des votes avec un taux de participation de 75,6 %.

## Campagne

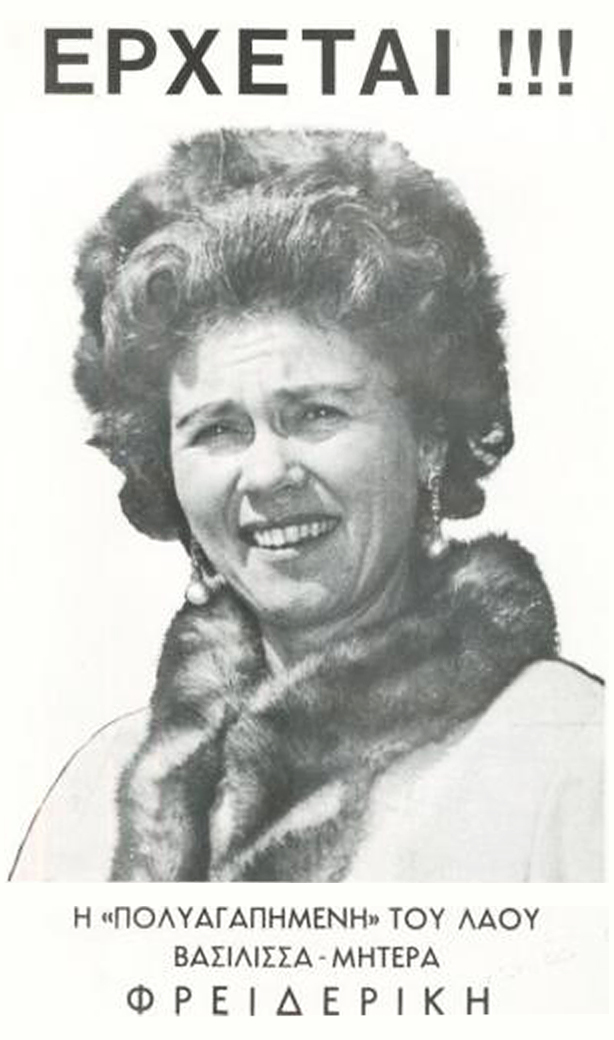
Affiche anti-monarchiste à l'effigie de la reine Frederika.

La campagne du référendum comprend des débats télévisés où Constantin lui-même prend part en faveur de la monarchie, tandis que les partisans d'une république sont Mários Plorítis (el), Leonídas Kýrkos, Phédon Vegleris, Geórgios Koumándos (el), Aléxandros Panagoúlis et Konstantínos Simítis, futur Premier ministre.
Les républicains n'hésitent pas à utiliser l'image de la reine douairière Frederika sur leurs affiches de campagne, avec le slogan « Si vous votez oui, elle revient », jouant sur son impopularité et le mauvais souvenir laissé par la reine dans son pays.
Les partis politiques s'abstiennent de prendre part à la campagne du référendum, les débats télévisés restant confinés aux citoyens ordinaires qui représentent un côté ou l'autre. Le 23 novembre 1974, le Premier ministre Karamanlís demande que son groupe parlementaire adopte une position neutre sur la question. Deux discours télévisés par semaine sont diffusés pour chaque camp, avec en supplément deux messages diffusés par l'ancien roi : une émission de radio le 26 novembre et un discours télévisé le 6 décembre.

## Résultats
| Choix           | Votes     | %    |
| --------------- | --------- | ---- |
| Oui             | 3 245 111 | 69,2 |
| Non             | 1 445 875 | 30,8 |
| Total des votes | 4 719 787 | 100  |

## Suites et conséquences
En février 1988, le Premier ministre grec Konstantínos Mitsotákis déclare dans une interview accordée à Londres que, bien qu'il soit républicain, la manière dont le référendum s'est déroulé était « inéquitable ». Cette déclaration suscite alors de nombreuses réactions en Grèce et continue d'être débattue de nos jours.